# Mari Natsuki
Junko Nakajima (中島 淳子, Nakajima Junko, n. 2 mai 1952, Toshima, Tōkyō, Japonia), cunoscută sub numele de scenă Mari Natsuki (夏木 マリ, Natsuki Mari), este o actriță, cântăreață și dansatoare japoneză.

## Filmografie

### Film
- Seria Otoko wa Tsurai yo:
  - Tora-san, My Uncle (1989)
  - Tora-san Takes a Vacation (1990)
  - Tora-san Confesses (1991)
  - Tora-San Makes Excuses (1992)
  - Tora-san to the Rescue (1995)
  - Tora-san, Wish You Were Here (2019)
- Onimasa (1982)
- Legenda celor 8 samurai (1983)
- Fireflies in the North (1984)
- Jittemai (1986)
- Death Powder (1986)
- Otoko wa Tsurai yo: Boku no Ojisan (1989)
- The Hunted (1995)
- Samurai Fiction (1998)
- Călătoria lui Chihiro (2001), Yubaba (voce)
- Shōjo (2001)
- Ping Pong (2002)
- Okusama wa Majo (2004)
- Sugar and Spice (2006)
- Sakuran (2007)
- Girl in the Sunny Place (2013)
- Isle of Dogs (2018), Auntie (voce)
- Ikiru Machi (2018)
- Vision (2018)
- Kimi wa Kanata (2020), Mori Obaa-chan (voce)
- Angry Rice Wives (2021), Taki